# Bloqueio da culatra

Os vários bloqueios de culatra para cada tipo de ação da arma de fogo.

Bloqueio da culatra, é um termo que se refere à parte da ação da arma de fogo que fecha a culatra daquela arma (seja uma arma curta ou de artilharia) no momento do disparo, impedindo que os gazes oriundos da queima do propelente escapem, podendo ser usado para se referir a um movimento do mecanismo ou uma peça ou peças que efetuem o dito bloqueio de gases. O primeiro uso conhecido de bloqueio de culatra, ocorreu em 1855.

## Variantes
- Ferrolho rotativo
- Bloco deslizante
- Dobradiças laterais
- Alçapão
- Bloco rotativo
- Peabody-Martini
- Por inclinação
- Por alinhamento
- Por recuo de gases
- Flutuantes
- Parafuso chanfrado
- Culatra dividida